# Lijst van voetbalinterlands Argentinië - Ecuador
Deze lijst van voetbalinterlands is een overzicht van alle officiële voetbalwedstrijden tussen de nationale teams van Argentinië en Ecuador. De Zuid-Amerikaanse landen speelden tot op heden 41 keer tegen elkaar. De eerste ontmoeting, een wedstrijd tijdens de Copa América 1941, werd gespeeld in Santiago (Chili) op 16 februari 1941. Het laatste duel, een achtste finale van de Copa América 2024, vond plaats op 4 juli 2024 in Houston (Verenigde Staten).

## Wedstrijden
| №  | Plaats          | Datum            | Competitie           | Wedstrijd            | Uitslag |
| -- | --------------- | ---------------- | -------------------- | -------------------- | ------- |
| 1  | Santiago        | 16 februari 1941 | Copa América 1941    | Argentinië – Ecuador | 6 – 1   |
| 2  | Montevideo      | 22 januari 1942  | Copa América 1942    | Argentinië – Ecuador | 12 – 0  |
| 3  | Santiago        | 31 januari 1945  | Copa América 1945    | Argentinië – Ecuador | 4 – 2   |
| 4  | Guayaquil       | 25 december 1947 | Copa América 1947    | Ecuador – Argentinië | 0 – 2   |
| 5  | Santiago        | 9 maart 1955     | Copa América 1955    | Argentinië – Ecuador | 4 – 0   |
| 6  | Lima            | 17 maart 1957    | Copa América 1957    | Argentinië – Ecuador | 3 – 0   |
| 7  | Guayaquil       | 12 december 1959 | Copa América 1959    | Ecuador – Argentinië | 1 – 1   |
| 8  | Guayaquil       | 4 december 1960  | WK 1962 kwalificatie | Ecuador – Argentinië | 3 – 6   |
| 9  | Buenos Aires    | 17 december 1960 | WK 1962 kwalificatie | Argentinië – Ecuador | 5 – 0   |
| 10 | Cochabamba      | 20 maart 1963    | Copa América 1963    | Argentinië – Ecuador | 4 – 2   |
| 11 | Quito           | 10 augustus 1983 | Copa América 1983    | Ecuador – Argentinië | 2 – 2   |
| 12 | Buenos Aires    | 7 september 1983 | Copa América 1983    | Argentinië – Ecuador | 2 – 2   |
| 13 | Buenos Aires    | 2 juli 1987      | Copa América 1987    | Argentinië – Ecuador | 3 – 0   |
| 14 | Guayaquil       | 13 april 1989    | Vriendschappelijk    | Ecuador – Argentinië | 2 – 2   |
| 15 | Goiânia         | 4 juli 1989      | Copa América 1989    | Argentinië – Ecuador | 0 – 0   |
| 16 | Guayaquil       | 25 mei 1994      | Vriendschappelijk    | Ecuador – Argentinië | 1 – 0   |
| 17 | Quito           | 2 juni 1996      | WK 1998 kwalificatie | Ecuador – Argentinië | 2 – 0   |
| 18 | Buenos Aires    | 30 april 1997    | WK 1998 kwalificatie | Argentinië – Ecuador | 2 – 1   |
| 19 | Cochabamba      | 11 juni 1997     | Copa América 1997    | Argentinië – Ecuador | 0 – 0   |
| 20 | Luque           | 1 juli 1999      | Copa América 1999    | Argentinië – Ecuador | 3 – 1   |
| 21 | Buenos Aires    | 19 juli 2000     | WK 2002 kwalificatie | Argentinië – Ecuador | 2 – 0   |
| 22 | Quito           | 15 augustus 2001 | WK 2002 kwalificatie | Ecuador – Argentinië | 0 – 2   |
| 23 | Buenos Aires    | 30 maart 2004    | WK 2006 kwalificatie | Argentinië – Ecuador | 1 – 0   |
| 24 | Chiclayo        | 7 juli 2004      | Copa América 2004    | Argentinië – Ecuador | 6 – 1   |
| 25 | Quito           | 4 juni 2005      | WK 2006 kwalificatie | Ecuador – Argentinië | 2 – 0   |
| 26 | Buenos Aires    | 15 juni 2008     | WK 2010 kwalificatie | Argentinië – Ecuador | 1 – 1   |
| 27 | Quito           | 10 juni 2009     | WK 2010 kwalificatie | Ecuador – Argentinië | 2 – 0   |
| 28 | Mar del Plata   | 20 april 2011    | Vriendschappelijk    | Argentinië – Ecuador | 2 – 2   |
| 29 | Buenos Aires    | 2 juni 2012      | WK 2014 kwalificatie | Argentinië – Ecuador | 4 – 0   |
| 30 | Quito           | 11 juni 2013     | WK 2014 kwalificatie | Ecuador – Argentinië | 1 – 1   |
| 31 | East Rutherford | 15 november 2013 | Vriendschappelijk    | Ecuador – Argentinië | 0 – 0   |
| 32 | East Rutherford | 31 maart 2015    | Vriendschappelijk    | Argentinië – Ecuador | 2 – 1   |
| 33 | Buenos Aires    | 8 oktober 2015   | WK 2018 kwalificatie | Argentinië − Ecuador | 0 − 2   |
| 34 | Quito           | 10 oktober 2017  | WK 2018 kwalificatie | Ecuador − Argentinië | 1 − 3   |
| 35 | Elx             | 13 oktober 2019  | Vriendschappelijk    | Ecuador − Argentinië | 1 − 6   |
| 36 | Buenos Aires    | 9 oktober 2020   | WK 2022 kwalificatie | Argentinië − Ecuador | 1 − 0   |
| 37 | Brasilia        | 3 juli 2021      | Copa América 2021    | Argentinië − Ecuador | 3 − 0   |
| 38 | Guayaquil       | 29 maart 2022    | WK 2022 kwalificatie | Ecuador − Argentinië | 1 − 1   |
| 39 | Buenos Aires    | 7 september 2023 | WK 2026 kwalificatie | Argentinië − Ecuador | 1 − 0   |
| 40 | Chicago         | 9 juni 2024      | Vriendschappelijk    | Argentinië − Ecuador | 1 − 0   |
| 41 | Houston         | 4 juli 2024      | Copa América 2024    | Argentinië − Ecuador | 1 − 1   |
| 42 | Guayaquil       | 9 september 2025 | WK 2026 kwalificatie | Ecuador − Argentinië |         |

## Samenvatting
| Competitie        | Totaal gespeeld | Winst Argentinië | Gelijk | Winst Ecuador | Doelsaldo Argentinië – Ecuador |
| ----------------- | --------------- | ---------------- | ------ | ------------- | ------------------------------ |
| WK-kwalificatie   | 17              | 10               | 3      | 4             | 30 − 16                        |
| Copa América      | 17              | 11               | 6      | 0             | 56 − 13                        |
| Vriendschappelijk | 7               | 3                | 3      | 1             | 13 − 7                         |
| Totaal            | 41              | 24               | 12     | 5             | 99 − 36                        |

Wedstrijden bepaald door strafschoppen worden, in lijn met de FIFA, als een gelijkspel gerekend.

## Details

### Eerste ontmoeting
| Copa América 1941 (Santiago, Chili, 16 februari 1941):                                                          |       |                    |
| Argentinië | 6 – 1 | Ecuador            |
| Juan Marvezzi 3' Juan Marvezzi 17' Juan Marvezzi 28' José Manuel Moreno 30' Juan Marvezzi 39' Juan Marvezzi 59' | goals | 47' Augusto Freire |

### Tweede ontmoeting
| Copa América 1942 (Montevideo, Uruguay, 22 januari 1942): |        |         |
| Argentinië | 12 – 0 | Ecuador |
| Enrique García 2' José Manuel Moreno 12' José Manuel Moreno 16' José Manuel Moreno 22' Adolfo Pedernera 25' José Manuel Moreno 32' Herminio Masantonio 54' Herminio Masantonio 65' Herminio Masantonio 68' Herminio Masantonio 70' Ángel Perucca 88' José Manuel Moreno 89' | goals  |         |

### Derde ontmoeting
| Copa América 1945 (Santiago, Chili, 31 januari 1945):                            |       |                                         |
| Argentinië                                                                       | 4 – 2 | Ecuador                                 |
| René Pontoni 11' Vicente de la Mata 50' Rinaldo Martino 69' Manuel Pelegrina 83' | goals | 53' Víctor Aguayo 62' José Luis Mendoza |

### Vierde ontmoeting
| Copa América 1947 (Guayaquil, Ecuador, 25 december 1947): |       |                                            |
| Ecuador                                                   | 0 – 2 | Argentinië                                 |
|                                                           | goals | 30' José Manuel Moreno 72' Norberto Méndez |

### Elfde ontmoeting
| Copa América 1983 (Quito, Ecuador, 10 augustus 1983): |              | |
| Ecuador | 2 – 2        | Argentinië |
| Galo Vásquez 68' José Jacinto Vega 79' | goals        | 40' Jorge Burruchaga 51' Jorge Burruchaga |
| Ernesto Guerra | bondscoach   | Carlos Bilardo |
| Carlos Delgado Luis Narváez Wilson Armas Orly Klinger Hans Maldonado José Jacinto Vega José Villafuerte Polo Carrera ??' Mario Tenorio Lupo Quiñónez ??' Carlos Gorosabel | opstellingen | Nery Pumpido ??' Nestor Clausen José Luis Brown Omar Jorge Oscar Garré Ricardo Giusti Miguel Ángel Russo Alejandro Sabella Ricardo Gareca ??' Víctor Rogelio Ramos Jorge Burruchaga |
| Galo Vásquez ??' Vinicio Ron ??' | wissels      | 46' Jarmo Ahjupera 56' Dmitri Kruglov 46' Jarmo Ahjupera 56' Dmitri Kruglov |
| Vinicio Ron ??' | rode kaarten | ??' José Luis Brown |
| - Debuut van José Jacinto Vega voor Ecuador. |              | |

### Twaalfde ontmoeting
| Copa América 1983 (Buenos Aires, Argentinië, 7 september 1983): |       |                                      |
| Argentinië                                                      | 2 – 2 | Ecuador                              |
| Víctor Ramos 50' Jorge Burruchaga 90+2' (pen.)                  | goals | 44' Lupo Quiñónez 90' Hans Maldonado |
| - Debuut van Israel Rodríguez voor Ecuador.                     |       |                                      |

### Dertiende ontmoeting
| Copa América 1987 (Buenos Aires, Argentinië, 2 juli 1987): |              | |
| Argentinië | 3 – 0        | Ecuador |
| Claudio Caniggia 50' Diego Maradona 67' (pen.) Diego Maradona 85' | goals        | |
| Carlos Bilardo | bondscoach   | Luis Grimaldi |
| Luis Islas José Luis Cuciuffo Oscar Ruggeri José Luis Brown Julio Olarticoechea Ricardo Giusti Roque Alfaro 46' Carlos Tapia Hernán Díaz 80' Diego Maradona José Percudani | opstellingen | Carlos Morales Luis Mosquera Wilson Macías Kléber Fajardo Luis Capurro Galo Vázquez 58' Pablo Marín José Vega Hamilton Cuvi Lupo Quiñónez 42' Raúl Avilés |
| Claudio Caniggia 46' Darío Siviski 80' | wissels      | 42' Alfonso Mera 58' Fernando Baldeón |
| | gele kaarten | 1' José Vega 3' Pablo Marín |

### Veertiende ontmoeting
| Vriendschappelijk (Guayaquil, Ecuador, 13 april 1989):              |       |                                                  |
| Ecuador                                                             | 2 – 2 | Argentinië                                       |
| Raúl Avilés 41' Hamilton Cuvi 58' (pen.)                            | goals | 7' Carlos Alfaro Moreno 35' Carlos Alfaro Moreno |
| - Veertiende en laatste interland van Tulio Quinteros voor Ecuador. |       |                                                  |

### Vijftiende ontmoeting
| Copa América 1989 (Goiânia, Brazilië, 4 juli 1989): |       |         |
| Argentinië                                          | 0 – 0 | Ecuador |
|                                                     | goals |         |

### Zestiende ontmoeting
| Vriendschappelijk (Guayaquil, Ecuador, 25 mei 1994): |       |            |
| Ecuador | 1 – 0 | Argentinië |
| Byron Tenorio 72' | goals |            |
| - Debuut van aanvaller Carlos Vernaza (El Nacional) voor Ecuador. - Eerste overwinning ooit van Ecuador op Argentinië; Ecuador onder leiding van interim-bondscoach Carlos Torres. |       |            |

### Zeventiende ontmoeting
| WK 1998 kwalificatie (Quito, Ecuador, 2 juni 1996): |       |            |
| Ecuador                                             | 2 – 0 | Argentinië |
| Alberto Montaño 51' Eduardo Hurtado 89'             | goals |            |

### Achttiende ontmoeting
| WK 1998 kwalificatie (Buenos Aires, Argentinië, 30 april 1997): |       |                   |
| Argentinië                                                      | 2 – 1 | Ecuador           |
| Ariel Ortega 18' Hernán Crespo 30'                              | goals | 73' Álex Aguinaga |

### Negentiende ontmoeting
| Copa América 1997 (Cochabamba, Bolivia, 11 juni 1997): |       |         |
| Argentinië                                             | 0 – 0 | Ecuador |
|                                                        | goals |         |

### Twintigste ontmoeting
| Copa América 1999 (Luque, Paraguay, 1 juli 1999):       |       |                   |
| Argentinië                                              | 3 – 1 | Ecuador           |
| Diego Simeone 12' Martín Palermo 54' Martín Palermo 61' | goals | 77' Iván Kaviedes |

### 21ste ontmoeting
| WK 2002 kwalificatie (Buenos Aires, Argentinië, 19 juli 2000): |       |         |
| Argentinië                                                     | 2 – 0 | Ecuador |
| Hernán Crespo 24' Claudio López 51'                            | goals |         |
| - Laatste interland van Jimmy Blandón (30ste) voor Ecuador.    |       |         |

### 22ste ontmoeting
| WK 2002 kwalificatie (Quito, Ecuador , 15 augustus 2001): |       |                                                   |
| Ecuador                                                   | 0 – 2 | Argentinië                                        |
|                                                           | goals | 19' Juan Sebastián Verón 34' (pen.) Hernán Crespo |

### 23ste ontmoeting
| WK 2006 kwalificatie (Buenos Aires, Argentinië, 30 maart 2004): |              | |
| Argentinië | 1 – 0        | Ecuador |
| Hernán Crespo 61' | goals        | |
| Marcelo Bielsa | bondscoach   | Hernán Darío Gómez |
| Pablo Cavallero Clemente Rodríguez Roberto Ayala Gabriel Heinze Juan Pablo Sorín Pablo Aimar 56' Lucho González Andrés D'Alessandro César Delgado 66' Hernán Crespo Mariano González 46' | opstellingen | José Cevallos Ulises de la Cruz Iván Hurtado Giovanni Espinoza Néicer Reasco Edison Méndez 68' Edwin Tenorio Alfonso Obregón Marlon Ayoví 74' Carlos Tenorio 64' Cléber Chalá |
| Carlos Tévez 46' Juan Román Riquelme 56' Nicolás Burdisso 66' | wissels      | 64' Agustín Delgado 68' Iván Kaviedes 74' Franklin Salas |
| Roberto Ayala 51' Lucho González 82' | gele kaarten | 33' Carlos Tenorio 41' José Cevallos 53' Néicer Reasco 69' Alfonso Obregón |

### 24ste ontmoeting
| Copa América 2004 (Chiclayo, Peru, 7 juli 2004):                                                                            |       |                     |
| Argentinië | 6 – 1 | Ecuador             |
| Kily González 5' (pen.) Javier Saviola 64' Javier Saviola 75' Javier Saviola 79' Andrés D'Alessandro 84' Lucho González 90' | goals | 62' Agustín Delgado |

### 25ste ontmoeting
| WK 2006 kwalificatie (Quito, Ecuador, 4 juni 2005): |       |            |
| Ecuador                                             | 2 – 0 | Argentinië |
| Christian Lara 53' Agustín Delgado 89'              | goals |            |
| - Debuut van Christian Gomez (Olmedo) voor Ecuador. |       |            |

### 26ste ontmoeting
| WK 2010 kwalificatie (Buenos Aires, Argentinië, 15 juni 2008): |       |                      |
| Argentinië                                                     | 1 – 1 | Ecuador              |
| Rodrigo Palacio 90+3'                                          | goals | 68' Patricio Urrutia |

### 27ste ontmoeting
| WK 2010 kwalificatie (Quito, Ecuador, 10 juni 2009): |       |            |
| Ecuador                                              | 2 – 0 | Argentinië |
| Walter Ayoví 72' Pablo Palacios 83'                  | goals |            |

### 28ste ontmoeting
| Vriendschappelijk (Mar del Plata, Argentinië, 20 april 2011):                                                       |       |                                                  |
| Argentinië | 2 – 2 | Ecuador                                          |
| Claudio Yacob 32' Gabriel Hauche 35'                                                                                | goals | 27' Michael Quiñónez 68' (pen.) Segundo Castillo |
| - Debuut van Lucas Viatri en Julián Velázquez voor Argentinië. - Debuut van verdediger Frickson Erazo voor Ecuador. |       |                                                  |

### 29ste ontmoeting
| WK 2014 kwalificatie (Buenos Aires, Argentinië, 2 juni 2012):          |       |         |
| Argentinië                                                             | 4 – 0 | Ecuador |
| Kun Agüero 20' Gonzalo Higuaín 30' Lionel Messi 31' Ángel Di María 76' | goals |         |

### 30ste ontmoeting
| WK 2014 kwalificatie (Quito, Ecuador, 11 juni 2013): |              |                       |
| Ecuador                                              | 1 – 1        | Argentinië            |
| Segundo Castillo 17'                                 | goals        | 4' (pen.) Kun Agüero  |
|                                                      | rode kaarten | 88' Javier Mascherano |

### 31ste ontmoeting
| Vriendschappelijk (East Rutherford, Verenigde Staten, 15 november 2013): |              | |
| Ecuador | 0 – 0        | Argentinië |
| | goals        | |
| Reinaldo Rueda | bondscoach   | Alejandro Sabella |
| Alexander Domínguez Juan Carlos Paredes Jorge Guagua Frickson Erazo Walter Ayoví Cristian Noboa 84' Segundo Castillo Luis Antonio Valencia 89' Jefferson Montero 73' Felipe Caicedo 73' Enner Valencia 60' | opstellingen | Sergio Romero 63' Facundo Roncaglia Ezequiel Garay Federico Fernández Lucas Orban 69' Éver Banega Javier Mascherano Ángel Di María 79' Ricardo Álvarez 71' Gonzalo Higuain 63' Ezequiel Lavezzi |
| Renato Ibarra 60' Fidel Martínez 73' Jaime Ayoví 73' Fernando Gaibor 84' Joao Rojas 89' | wissels      | 63' Pablo Zabaleta 63' Kun Agüero 69' Lucas Biglia 71' Rodrigo Palacio 79' Maxi Rodriguez |
| Jaime Ayoví 81' Walter Ayoví 85' Fernando Gaibor 90' | gele kaarten | 32' Facundo Roncaglia |
| - Debuut van Facundo Roncaglia voor Argentinië. |              | |

### 32ste ontmoeting
| Vriendschappelijk (East Rutherford, Verenigde Staten, 31 maart 2015): |       |                    |
| Argentinië                                                            | 2 – 1 | Ecuador            |
| Kun Agüero 8' Javier Pastore 58'                                      | goals | 24' Miller Bolaños |

### 33ste ontmoeting
| WK 2018 kwalificatie (Núñez, Argentinië, 8 oktober 2015): |              | |
| Argentinië | 0 – 2        | Ecuador |
| | goals        | 81' Frickson Erazo 82' Felipe Caicedo |
| Gerardo Martino | bondscoach   | Gustavo Quinteros |
| Sergio Romero Ezequiel Garay Nicolás Otamendi Facundo Roncaglia Emanuel Mas Javier Pastore 71' Javier Mascherano Ángel Di María Lucas Biglia Ángel Correa Kun Agüero 24'                         | opstellingen | Alexander Domínguez Frickson Erazo Gabriel Achilier Juan Paredes 76' Jefferson Montero Miller Bolaños Walter Ayoví Antonio Valencia 74' Pedro Quiñónez Christian Noboa 84' Felipe Caicedo |
| Carlos Tévez 24' Ezequiel Lavezzi 71' Agustín Marchesín Nahuel Guzmán Martín Demichelis Ramiro Funes Mori Milton Casco Pablo Zabaleta Èrik Lamela Matías Kranevitter Nicolás Gaitán Paulo Dybala | wissels      | 74' Segundo Castillo 76' Fidel Martínez 84' Ángel Mena Esteban Dreer Máximo Banguera Jorge Guagua Oscar Bagüí Arturo Mina Juan Cazares Alex Bolaños Michael Arroyo Renato Ibarra          |
| Facundo Roncaglia 46' Emanuel Mas 53' Carlos Tévez 90' | gele kaarten | 70' Christian Noboa |